# Philipp III. (Hessen-Butzbach)

Philipp III. von Hessen-Butzbach

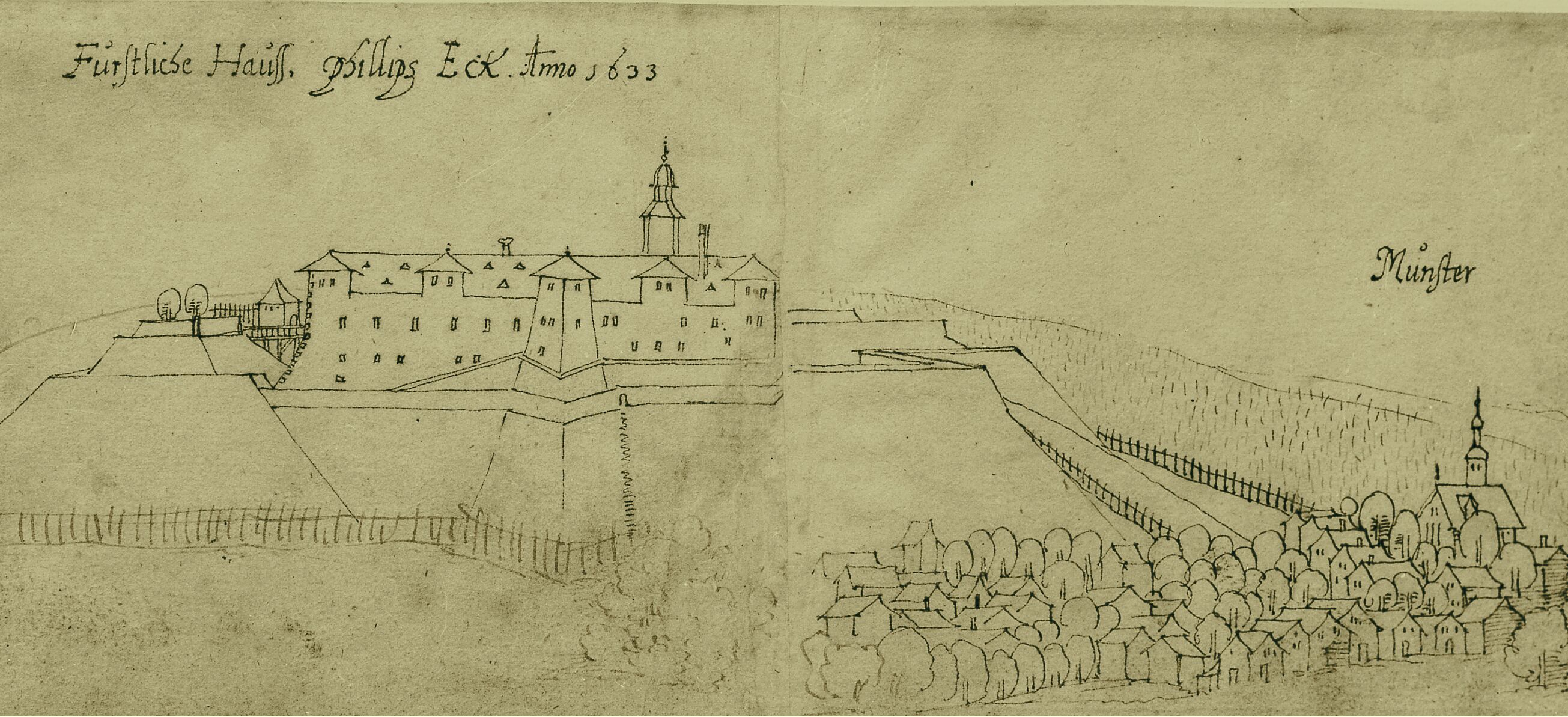
Valentin Wagner: Ansicht von Schloss Philippseck, bezeichnet oben links: Fürstliche Hauss philipps Eck Anno 1633

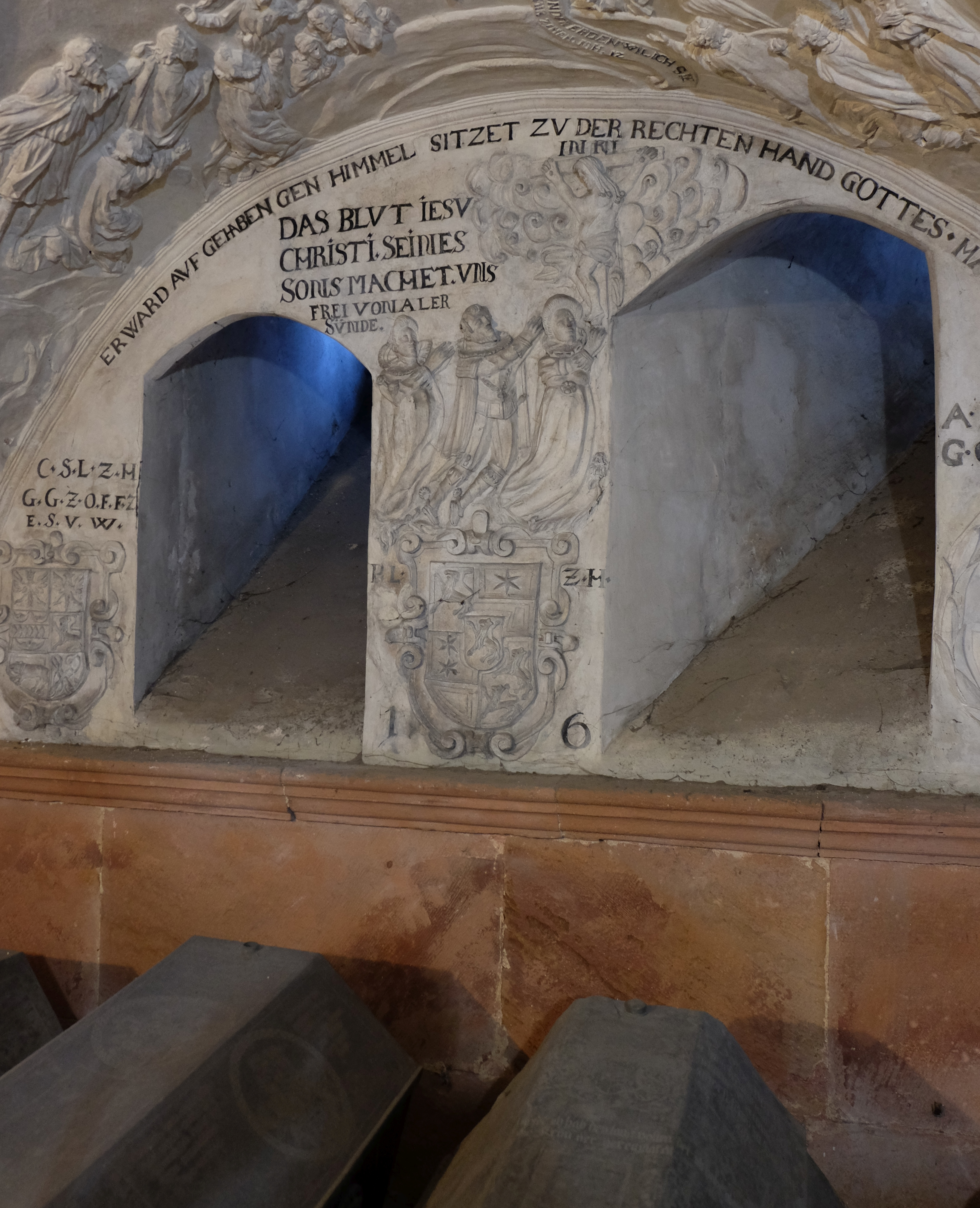
Grablege Philipps und seiner Ehefrauen in der Markuskirche in Butzbach

Philipp III. von Hessen-Butzbach (* 26. Dezember 1581 in Darmstadt; † 28. April 1643) war von 1609 bis 1643 paragierter Landgraf von Hessen-Butzbach.

## Leben
Seine Eltern waren Georg I. (Georg der Fromme) von Hessen-Darmstadt (* 1547; † 1596) und Magdalena zur Lippe (* 1552; † 1587). Philipps erste Ehefrau war Anna Margaretha von Diepholz, sie starb kinderlos 1629 und wurde in der Stadtkirche zu Butzbach beerdigt. Seine zweite Ehefrau, Christina Sophia von Ostfriesland (* 1609 in Aurich; † 1658 in Frankfurt am Main), heiratete er 1632 in Aurich.
Als sein Vater 1596 starb, wurde das Land in drei Teile geteilt. In Hessen-Darmstadt galt, wie an vielen Fürstenhöfen, das Erstgeburtsrecht (Primogeniturrecht). Nachfolger als Regent wurde der erstgeborene Sohn, die anderen wurden mit Geld abgefunden. Wenn es an Geld mangelte, wurden den Jüngeren Teile des Landes als Paragium übertragen und ihr Leibgedinge entsprechend gekürzt. Sie nannten sich ebenfalls Landgrafen, die Hoheitsrechte blieben jedoch beim Erstgeborenen. Die Hauptmasse, die Obergrafschaft, fiel dem ältesten Sohn, Ludwig V. dem Getreuen (1596–1626), zu. Der Jüngere, Friedrich, der Begründer der Homburger Linie, erhielt Homburg am Taunus, Philipp wurde mit Butzbach abgefunden.
Die Landgrafschaft Butzbach bestand zunächst lediglich aus der Stadt Butzbach und einigen Dörfern in der Nachbarschaft. Das Solms-Braunfelssche letzte Viertel gehörte noch nicht dazu. Während des Dreißigjährigen Krieges ging dieser Teil ebenfalls an den Landgrafen über, weil der Graf von Solms-Braunfels beim Kaiser in Ungnade gefallen war. 1639 kam die Herrschaft Itter im Waldeckischen mit dem Schloss in Vöhl und den dazugehörigen Dörfern hinzu. Dafür wurden Philipp allerdings 7.300 Gulden seines jährlichen Leibgedinges von 24.000 Gulden abgezogen.
Die neue Residenz Butzbach blühte mitten im Dreißigjährigen Krieg auf. Philipp war ein weitgereister und gelehrter Mann. Innerhalb von nur vier Wochen lernte er bei Julius Konrad Otto (geboren als Naphthali Margolith) die Grundzüge des Hebräischen, Syrischen und „Chaldäischen“ (Aramäischen). Philipp sprach acht Sprachen, war Mathematiker und sammelte eine wertvolle Bibliothek. Für astronomische Studien ließ er in seinem Schloss in Butzbach eine Sternwarte errichten, schaffte astronomische Instrumente an und stellte 1618 den aus einer Tübinger Professorenfamilie abstammenden früheren Rosenkreuzer und Arzt Daniel Mögling (alias Theophilus Schweighart) als Hofmathematiker und Hofastronomen ein. Mögling, der auch Philip Sidneys Arcadia übersetzt hatte, war mit Wilhelm Schickard (1592–1635) in Kontakt, der als Erfinder der Rechenmaschine (1623) bekanntgeworden war.
Durch seine Studien hatte Philipp Beziehungen zu den Astronomen Kepler und Galilei. Bereits während zweier Italienreisen 1602 und 1607 lernte der junge Landgraf den 17 Jahre älteren Galileo Galilei kennen und korrespondierte danach mit ihm. Der kaiserliche Astronom Johannes Kepler (1571–1630) kam zwei Mal nach Butzbach – im Juli 1621 und im Oktober 1627. Gemeinsam mit Philipp führte er unter anderem Beobachtungen zur Größe der Sonnenflecken durch. 1624 ließ Philipp Johannes Keplers Chilias logarithmorum drucken. Auch Keplers Tochter Susanne war zeitweise Gast am Butzbacher Hof.
Landgraf Philipp sorgte sich um den Ausbau der Residenz und ließ einen Lust- und Baumgarten um sein Schloss anlegen. Nach der Aufgabe der 1818 aus dem Schloss entstandenen Schloss-Kaserne wurden die Parkanlagen teilweise wieder hergestellt. Die größte Attraktion war ein Planetenbrunnen, von dem nur noch Zeichnungen, ein Gemälde, Beschreibungen und ein neuzeitliches Modell existieren. Auf dem Schlossberg oberhalb von Münster ließ er 1626–28 das festungsartig ausgebaute Schloss Philippseck errichten, das in kriegerischen Zeiten und während der Pest als Zufluchtsort diente.
Im Jahre 1643 starb Philipp III. bei einer Schwitzkur, die ihm bei einer Badereise nach Ems ein Jahr zuvor von seinem Arzt Johann Schröder verordnet worden war. Bei einer dieser Schwitzkuren hatte sich durch Unachtsamkeit des Leibbarbiers Spiritus entzündet. Eine Stichflamme fügte dem kranken Landgrafen schwere Brandverletzungen zu, an denen er wenig später starb.
Auch die zweite Ehe Philipps blieb kinderlos. Deshalb fiel nach nur einer Generation das Paragium an Hessen-Darmstadt zurück und die paragierte Landgrafschaft Butzbach wurde nach Philipps Tod aufgelöst. Das Butzbacher Schloss blieb bis zu ihrem Tod 1658 Witwensitz seiner zweiten Frau Christina Sophia.